# Wikipédia en sarde
Wikipédia en sarde (en sarde : Wikipedia in sardu) est l’édition de Wikipédia en sarde, langue romane parlée en Sardaigne. L'édition est lancée en août 2004. Son code est : sc.
Au 22 mars 2025, l'édition en sarde contient 7 673 articles et compte 26 722 contributeurs, dont 37 contributeurs actifs et 4 administrateurs.

## Présentation

Le sarde au sein des langues romanes.
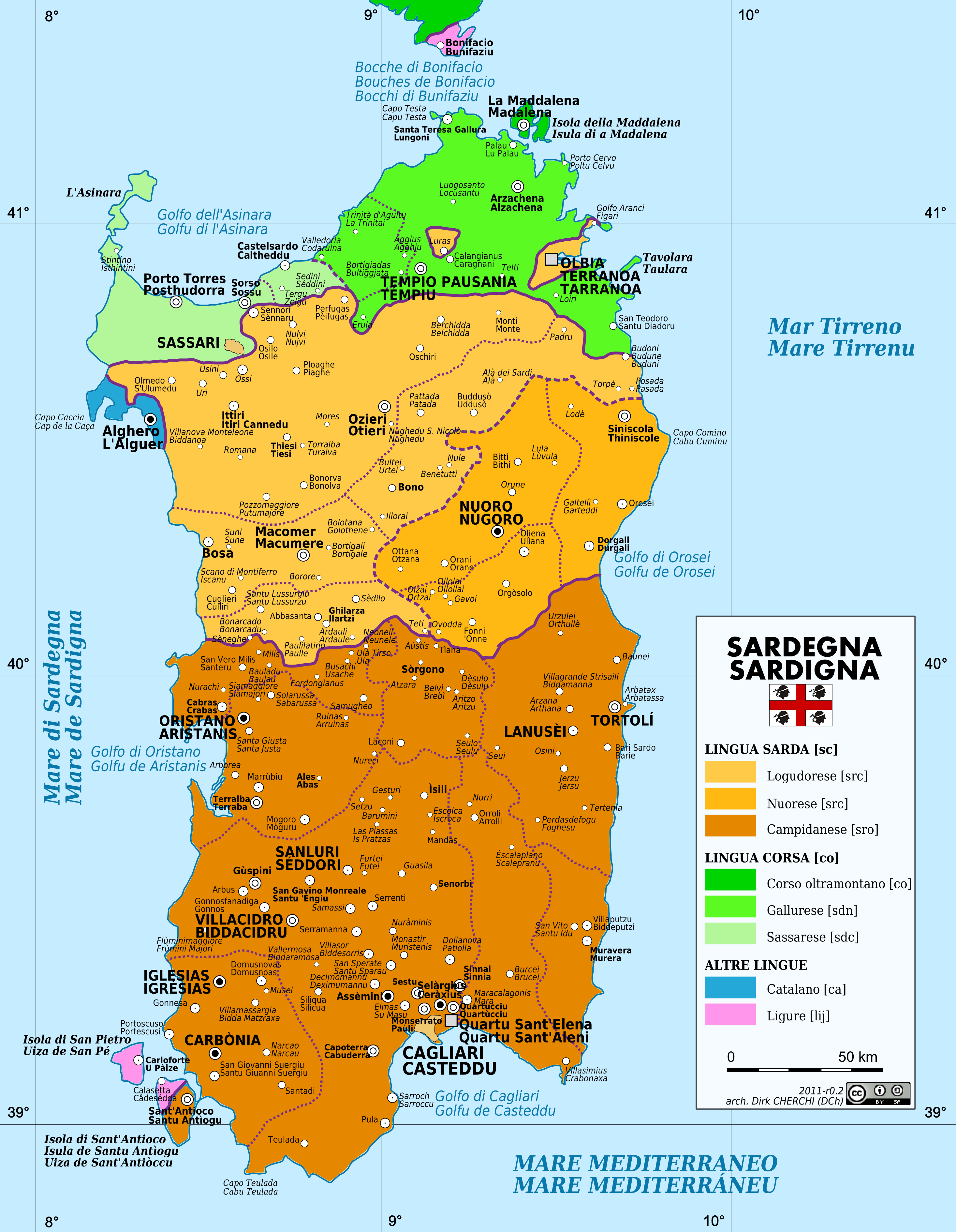
Aire de diffusion du sarde.

## Statistiques
- En juin 2012, l'édition en sarde compte quelque 2 730 articles et 5 530 utilisateurs enregistrés.
- Le 31 octobre 2022, elle contient 7 350 articles et compte 22 281 contributeurs, dont 33 contributeurs actifs et 4 administrateurs.
- Le 8 septembre 2024, elle contient 7 614 articles et compte 25 787 contributeurs, dont 27 contributeurs actifs et 4 administrateurs.